# Brachirus harmandi
Brachirus harmandi е вид лъчеперка от семейство Soleidae. Видът не е застрашен от изчезване.

## Разпространение
Разпространен е в Камбоджа, Лаос, Малайзия (Западна Малайзия) и Тайланд.

## Описание
На дължина достигат до 10 cm.
Популацията на вида е стабилна.